# Крейцер, Виктор Леонидович
Виктор Леонидович Кре́йцер (1908 — 1966) — советский специалист в области техники телевидения. 

## Биография
Сын пианиста Леонида Давидовича Крейцера и композитора Юлии Лазаревны Вейсберг. Окончил физико-математический факультет ЛПИ имени М. И. Калинина (1932).
Работал в физико-технической лаборатории А. А. Чернышёва, с 1937 года — во ВНИИ ТВ. Руководитель проекта опытного Ленинградского телецентра. Главный конструктор ОЛТЦ с разложением на 240 строк (1937—1938). Один из разработчиков эмиритона — первого в СССР электромузыкального инструмента.
В сентябре 1938 года арестован, обвинён по ст. 58—10.7 УК. Осенью 1939 года освобождён «ввиду прекращения дела».
В 1946—1959 годах начальник отделения ВНИИ телевидения. Участвовал в проектировании Московского телецентра. С 1950 года главный конструктор отдела цветного телевидения.
С 1959 года заведовал созданной им лабораторией невещательных систем ТВ в ФТИАН имени А. Ф. Иоффе.
В 1948—1966 годах читал лекции в ЛЭИС и в СЗПИ. Доцент (1939), профессор (1948).
Доктор технических наук (1946).
Автор монографий, в том числе «Видеоусилители» (М., 1952).

## Семья
- Двоюродные братья — Андрей Генрихович Крейцер (1916—?), инженер Ленинградского завода «Красногвардеец», изобретатель медицинской техники (оксигемометр «Эльбрус», кимограф), автор «Справочника по медицинским приборам» (Л.: Медгиз, 1962), «Руководства по эксплуатации медицинских измерительных приборов» (Л.: Медицина, 1980); Борис Генрихович Крейцер, художник-график, керамист.

## Награды и премии
- Сталинская премия первой степени (1950) — за работы по созданию МТЦ — за создание новой высококачественной телевизионной передающей системы высокой чёткости